# 大歩危温泉
大歩危温泉（おおぼけおんせん）は、徳島県三好市（旧国阿波国）にある温泉。

## 泉質
- アルカリ性単純温泉
  - 源泉温度21℃の冷鉱泉である。
  - 「肌の若返りの湯」の異名を持つ

## 温泉街
大歩危峡谷に2軒の温泉宿が存在する。
共同浴場などは存在せず、日帰り入浴は旅館の日帰り受付を利用することになる。

## 歴史
最初の旅館の開業は1979年である。財団法人経営の公共の宿である、サンリバー大歩危が開業した。

## アクセス
- 鉄道：土讃線小歩危駅より徒歩約15分。